# Leonardo Alberto González
Leonardo Alberto González (Valera, 14 juli 1972) is een voormalig Venezolaans voetballer, die speelde als verdediger. Hij beëindigde zijn actieve loopbaan in het seizoen 2008-2009 bij de Venezolaanse club Trujillanos FC. González stapte nadien het trainersvak in.

## Clubcarrière
González begon zijn professionele loopbaan in 1992 bij Trujillanos FC en kwam daarnaast uit voor de Venezolaanse club Caracas FC. Met die laatste club won hij viermaal de landstitel gedurende zijn carrière.

## Interlandcarrière
González speelde in totaal 39 interlands voor Venezuela in de periode 1993-2008. Onder leiding van bondscoach Ratomir Dujković maakte hij zijn debuut op 23 januari 1993 in de vriendschappelijke thuiswedstrijd tegen Peru (0-0). González nam met Venezuela driemaal deel aan de strijd om de Copa América (1993, 1995 en 1997).

## Erelijst
Caracas FC
- Primera División Venezolana

1997, 2001, 2003, 2004
- Copa República Bolivariana

2000